# عمرو الناقد
الإمام الحافظ الحجة أبو عثمان، عمرو بن محمد بن بكير بن سابور البغدادي الناقد، نزيل الرقة، من أئمة الحديث الثقات، كان من أوعية العلم. مات لأربع خلون من ذي الحجة سنة اثنتين وثلاثين ومائتين ببغداد.

## روايته للحديث النبوي
•حدث عن: هشيم، أبي خالد الأحمر، وسفيان بن عيينة، وحفص بن غياث ، ومعتمر بن سليمان، وأبي معاوية الضرير، عبد الرزاق بن همام، وعبد الله بن صالح العجلي، وابن الطبري وطبقتهم.
•حدث عنه: البخاري، ومسلم، وأبو داود، وأبو زرعة، وأبو حاتم، ومحمد بن إبراهيم السراج، وأبو يعلي الموصلي، وأبو القاسم البغوي، وجعفر الفريابي، وابن وارة، وخلق سواهم.

## أقوال العلماء فيه
- قال أبو حاتم الرازي: ثقة، أمين، صدوق.
- قال أبو داود السجستاني: ثقة.
- قال أحمد بن حنبل: يتحرى الصدق.
- قال أحمد بن محمد الخلال: ثقة.
- قال ابن حجر العسقلاني: ثقة حافظ وهم في حديث.
- قال الحسين بن الفهم البغدادي: ثقة ثبت صاحب حديث، كان من الحفاظ المعدودين، وكان فقيها.
- قال الخطيب البغدادي: كتبت عنه.
- قال الذهبي: الحافظ.
- قال حجاج بن الشاعر البغدادي: يتحرى الصدق.
- قال عبد الباقي بن قانع البغدادي: ثقة.
- قال علي بن المديني: أنكر عليه رواية وقال: هذا كذب.
- قال يحيى بن معين: هو صدوق. ما هو من أهل الكذب.